# 伯明翰 (艾奥瓦州)
伯明翰（Birmingham）是美国爱荷华州范布伦县内的一座城市。根据2000年人口普查的数据该市有423名居民。

## 地理
伯明翰的地理位置为北纬40°52'43"，西经91°56'48"。
根据美国人口调查局数据伯明翰面积为2.7平方公里，全部是陆地面积。

## 人口
根据2000年的人口普查数据伯明翰有423名居民，分185个户和120个家庭。市内的人口密度为每平方公里155.5人。其中99.53%是白人，0.24%是太平洋土著人，0.24%是混血儿。西班牙裔和拉丁美洲裔的人占0.95%。
市内的185个户中有29.2%是18岁以下的未成年人、54.6%是结婚夫妇、8.1%是带孩子的单身妇女、35.1%不是家庭、29.7%是单身汉、17.3%有65岁以上的老年人。平均每户2.29人，平均每个家庭2.86人。
市内的人口结构为22.7%在18岁以下、7.3%在18至24岁之间、29.3%在25至44岁之间、20.3%在45至64岁之间、20.3%在65岁以上。平均年龄为40岁。女子对男子的性别比为100：109.4。18岁以上的成年人的性别比为100：103.1。
市内每户的平均年收入为31,406美元，家庭的平均年收入为40,250美元。男子的平均年收入为27,614美元，女子的平均年收入为20,536美元。人均年收入为15,554美元。8.8%的人口和3.5%的家庭生活在贫困线以下，其中包括10.1%的未成年人和11.0%的老年人。